# Guy LeBlanc (Québec)
Pour les articles homonymes, voir LeBlanc et Guy LeBlanc.
Ne doit pas être confondu avec Louis Guy LeBlanc.
Guy LeBlanc (né à Trois-Rivières) est un notaire et homme politique québécois, maire de Trois-Rivières au Québec de 1990 à 2001.

## Biographie
Guy LeBlanc est le fils de l'ancien maire de Trois-Rivières Léo LeBlanc (1953-1955). Guy LeBlanc fut également le huitième lieutenant-colonel honoraire du Régiment de Trois-Rivières (12e Régiment blindé du Canada), de 2003 à 2006.
En 1982, il devient conseiller municipal du quartier le Platon à Trois-Rivières. Il est élu maire de Trois-Rivières lors des élections municipales du 4 novembre 1990. Il démissionne en avril 2001 afin de présider la Commission municipale du Québec pour un mandat de cinq ans.
Le 11 avril 2005, il est nommé président-directeur général de la Société du parc industriel et portuaire de Bécancour pour un mandat de trois ans. Il quittera finalement son poste sept ans plus tard, en avril 2012.